# Đụng độ Nguyên Lãng 2019

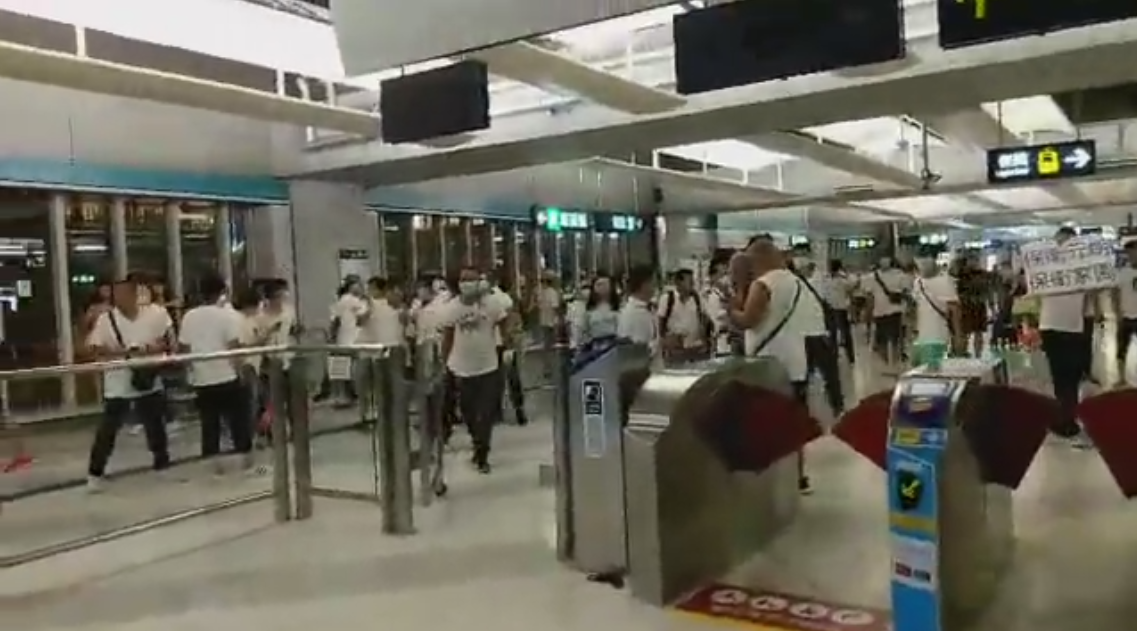
Những người mặc áo trắng tấn công hành khách tại ga Nguyên Lãng

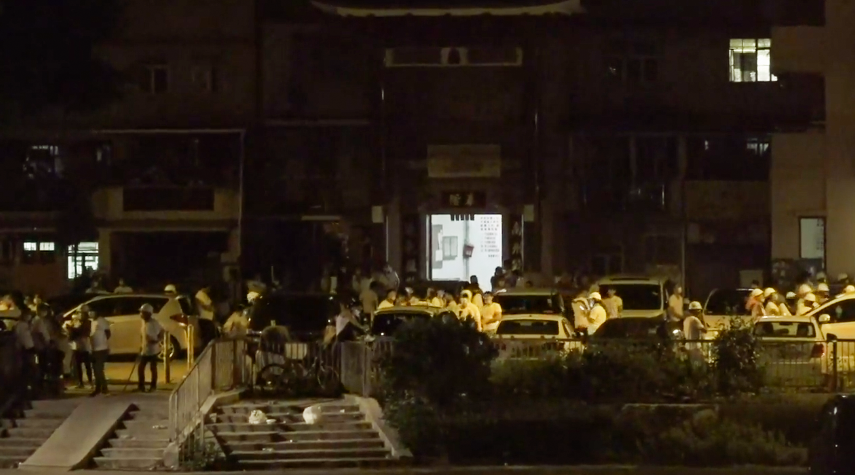
Cướp ở Nguyên Lãng Khư trong buổi tối

Đụng độ Nguyên Lãng 2019 là một cuộc tấn công mob xảy ra vào ngày 21 tháng 7 năm 2019, tại Nguyên Lãng, Hồng Kông. Một đám đông gồm hơn 100 người có vũ trang mặc đồ trắng tấn công dân thường trên đường phố và hành khách trong nhà ga MTR Nguyên Lãng bao gồm người già, trẻ em, những người biểu tình mặc áo đen, nhà báo và nhà lập pháp. Ít nhất 45 người bị thương trong vụ việc, bao gồm một người phụ nữ mang thai. Vụ đụng độ xảy ra sau một cuộc biểu tình dự luật chống dẫn độ ở Thượng Hoàn , và là một hành động đe dọa những người biểu tình ủng hộ dân chủ đang trở về nhà.
Mặc dù có hàng ngàn gọi đến đường dây nóng khẩn cấp 999, nhưng cảnh sát đã không đến nơi trong hơn 30 phút và cuối cùng chỉ sau khi đám đông rời khỏi trạm được một phút. Không có vụ bắt giữ được thực hiện đêm đó. Nhiều người buộc tội cảnh sát đã không bảo vệ công dân khi bị tấn công, thậm chí một số người còn cho rằng cảnh sát thông đồng với đám đông.

## Bối cảnh
Các cuộc biểu tình phản đối dự luật dẫn độ gây tranh cãi đã diễn ra từ tháng 3. Các cuộc biểu tình gần đây đã biến thành xung đột, với cảnh sát được cho là sử dụng các chiến thuật và lực lượng ngày càng bạo lực đối với người biểu tình. Những người ủng hộ dự luật dẫn độ đã ca ngợi cảnh sát là những người bảo vệ luật pháp và trật tự. Trái ngược với trang phục đen của người biểu tình chống dự luật, những người ủng hộ chính phủ mặc màu trắng. Những người mặc đồ trắng phá hoại đã bức tường Lennon ở Thái Phố vào ngày 19 tháng 7 và tham gia một cuộc biểu tình thể hiện tình đoàn kết với cảnh sát vào ngày 20 tháng 7.
Chủ nhật ngày 21 tháng 7, Mặt trận Nhân dân về Nhân quyền đã tổ chức một cuộc biểu tình từ Vịnh Đồng La đến Loan Tể trên đảo Hồng Kông, với trang phục là màu đen một lần nữa. Đám đông áo trắng tuyên bố đang "bảo vệ" quê hương, cảnh báo tất cả những người biểu tình dự luật chống dẫn độ không được đến Nguyên Lãng.

## Đụng độ
Vào buổi tối, khi những vụ ẩu đả ở Thượng Hoàn đang diễn ra, những kẻ tấn công thân Bắc Kinh mặc áo sơ mi trắng và trang bị những thanh sắt và gậy gỗ tập trung tại Nguyên Lãng, một thị trấn ở Tân Giới. Vào khoảng 22 giờ, những kẻ côn đồ này bắt đầu tấn công người và xe cộ trên đường phố. Họ được cho là nhắm vào những người mặc đồ đen, trang phục cho cuộc biểu tình dân chủ Hồng Kông, nhưng cũng tấn công các nhà báo và người ngoài cuộc. Một phụ nữ mang thai, mặc váy trắng dài, được tìm thấy khi đang nằm trên sàn nhà.
Vào khoảng 22 giờ 30 phút, khoảng một trăm kẻ tấn công mặc áo trắng xuất hiện tại ga đường sắt Nguyên Lãng và tấn công những người đi lại trong trên sân ga và bên trong các khoang tàu. Hai nhân viên cảnh sát đến lúc 22 giờ 52 phút. Tuy nhiên, họ rời khỏi nhà ga khi họ nhận ra rằng họ bị động hơn những kẻ côn đồ và không có đủ thiết bị, theo cảnh sát. Ba mươi sĩ quan cảnh sát đã đến nhà ga lúc 23 giờ 20 phút nhưng những kẻ tấn công đã rời đi. Do bạo lực, các chuyến tàu đi qua ga Nguyên Lãng trong khoảng thời gian từ 22 giờ đến 23 giờ 19 phút, và nhà ga được lệnh đóng cửa lúc 23:55. Tuy nhiên, sau nửa đêm, những kẻ côn đồ mặc áo trắng buộc phải mở cửa chớp của nhà ga để phát động đợt tấn công thứ hai vào hành khách; không có cảnh sát nào có mặt tại hiện trường. Tổng cộng, ít nhất 45 người đã được báo cáo bị thương, bao gồm thành viên Hội đồng Lập pháp Lâm Trác Đình và hai phóng viên; một nhà báo khác.
Người dân đã gọi đến đường dây nóng khẩn cấp khi thấy nhóm côn đồ tập trung vào khoảng 19 giờ, và một phát ngôn viên của MTR cho biết cuộc gọi đầu tiên tới cảnh sát được thực hiện vào khoảng 22:45, nhưng sau ba tiếng nhận được cuộc gọi giúp đỡ ban đầu, các nhân viên cảnh sát mới đến nhà ga. Trung tâm cuộc gọi của cảnh sát địa phương đã nhận được hàng ngàn cuộc gọi trong khoảng thời gian từ 10 giờ tối đến nửa đêm, và một số người không thể đến đường dây nóng. Quản lý của Yoho Mall, một trung tâm mua sắm bên cạnh nhà ga Nguyên Lãng, cũng đã cố gắng gọi cảnh sát nhưng họ không thể liên lạc với họ. Sở cảnh sát gần đó đã đóng cổng khi hàng trăm người quay lại để báo cáo vụ việc. Qua đêm, cảnh sát đã đối chất với bọn cướp ở làng Nguyên Lãng Khư và tịch thu một số thanh thép, mặc dù không có vụ bắt giữ nào được thực hiện khi họ không thấy ai cầm vũ khí và "không nhận thấy tội phạm" trong làng và tuyên bố chúng không thể xác định danh tính của những tên cướp áo trắng.

## Chỉ trích phản ứng của cảnh sát
Một phát ngôn viên của MTR cho biết các công nhân tại nhà ga đã thấy các vụ đụng độ diễn ra vào khoảng 22:45 và ngay lập tức liên lạc với cảnh sát trong vòng hai phút sau đó. Tuy nhiên, các sĩ quan cảnh sát chỉ đến vào khoảng 23:15, khi đám côn đồ đã biến mất, mặc dù cảnh sát nhận được nhiều cuộc gọi từ 999. Người dân cũng báo cáo bị bỏ qua và đối xử thô lỗ bởi người bên 999, họ cho rằng người dân "nên ở nhà nếu sợ". Khi đến nơi, cảnh sát bị bao vây bởi hàng chục cư dân tức giận và người biểu tình cáo buộc cảnh sát đã cố tình rút lui sau khi được gọi đến hiện trường vụ tấn công đầu tiên.
Chỉ huy cảnh sát Li Hon-man, người được các nhà báo phỏng vấn tại hiện trường, đã được hỏi tại sao cảnh sát đến muộn. Anh ấy đã được ghi lại trên video nói rằng "Tôi không biết liệu chúng tôi có trễ không" và tuyên bố rằng đã không nhìn vào đồng hồ. Ngày hôm sau, thông tin liên lạc của sĩ quan chỉ huy Li Hon-man đã bị xóa khỏi danh bạ chính phủ, cùng với việc xóa các chi tiết cho 11 sĩ quan cấp thấp khác từ Sư đoàn Nguyên Lãng.
Trong khi đó, các video bị rò rỉ cho thấy hai nhân viên cảnh sát đã đến hiện trường nhưng sau đó quay đi. Cảnh sát trả lời rằng hai người cảnh sát kia đã lùi lại và kêu cứu vì họ cho rằng họ không có trang thiết bị để đối phó với đám đông có vũ trang.

### Đóng cửa đồn cảnh sát gần đó
Nhiều người cũng chỉ trích thực tế rằng các đồn cảnh sát trong khu vực lân cận vụ đụng độ Nguyên Lãng đã đóng cửa, mặc dù một nhóm lớn cư dân đã có mặt để báo cáo nhóm côn đồ. Cảnh sát trả lời rằng việc đóng cửa là vì lý do an toàn do nhiều nhóm người biểu tình vây quanh các đồn.

### Bắt giữ nghi phạm
Sau khi chặn lối vào khu vực này trong hơn ba giờ, cảnh sát không bắt giữ. Khi được hỏi, cảnh sát giải thích rằng không thể xác nhận rằng những người mặc đồ trắng là những người tham gia vào bạo lực và cảnh sát không thể ghi lại danh tính của những người mặc đồ trắng vì số lượng lớn. Yau Nai-keung, Trợ lý chỉ huy tội phạm quận tại Nguyên Lãng, cũng tuyên bố rằng các đồng nghiệp không thấy ai cầm vũ khí ở khu vực này cả.
Sáu người đàn ông đã bị bắt vào ngày 22 tháng 7 năm 2019. Theo cảnh sát, một trong những nghi phạm bị bắt giữ có liên quan đến Hội Tam Hoàng. Thêm năm người đàn ông đã bị bắt vào ngày 23 tháng 7 năm 2019.
Vào ngày 26 tháng 8, hai người đàn ông đã bị buộc tội và bị giữ không có bảo lãnh liên quan đến vụ đụng độ. Trong số 30 người đã bị bắt giữ, một số người có liên kết với các tập đoàn tội phạm có tổ chức, chỉ có bốn cá nhân bị buộc tội là nghi phạm. Phiên tòa dự kiến sẽ bắt đầu vào ngày 25 tháng 10.

### Cáo buộc thông đồng
Nhà lập pháp ủng hộ dân chủ Eddie Chu Hoi-Dick, đại diện cho Tây Tân Giới, tuyên bố: "Cảnh sát không xuất hiện trong khi những kẻ côn đồ xông vào nhà ga và tấn công cư dân nơi đây một cách bừa bãi đêm qua", nói rằng điều này có nghĩa là thông đồng rõ ràng giữa cảnh sát và các băng đảng.
Các băng đảng Hội Tam Hoàng trước đây có liên quan đến các cuộc tấn công vào các nhà hoạt động dân chủ ở Vượng Giác trong Phong trào Dù. Vào thời điểm đó, cảnh sát cũng bị cáo buộc tương tự vì không trả lời kịp thời và bị chỉ trích vì để các cuộc đụng độ xảy ra.

Lynette Ong, Phó Giáo sư Khoa học Chính trị tại Đại học Toronto nhận xét rằng: 
Đây không phải là lần đầu tiên những tên côn đồ được gửi đến để đánh đập người biểu tình. Điều này có tổ chức hơn, cho thấy họ đang trở nên táo bạo hơn, và chính quyền Hồng Kông hoặc các quan chức thân Bắc Kinh đang trở nên tuyệt vọng hơn để đưa các cuộc biểu tình vào phần còn lại... Động cơ cơ bản khá giống với việc Gửi những kẻ côn đồ là một lựa chọn để trốn tránh trách nhiệm. Nếu bạn gửi côn đồ, gần như không thể theo dõi và bạn không thể bắt ai phải chịu trách nhiệm

### Hành vi sai trái trong văn phòng công cộng
Stephen SN Char, luật sư và cựu điều tra viên của Ủy ban độc lập chống tham nhũng, chỉ ra rằng sự cẩu thả có chủ ý của các nhân viên cảnh sát đã từ chối cung cấp dịch vụ công có thể đã phạm tội sai trái trong văn phòng công cộng theo luật chung.

## Nghi ngờ liên quan đến Hà Quân Nghiêu
Sau vụ việc, nhà lập pháp thân Bắc Kinh Hà Quân Nghiêu bị buộc tội ủng hộ vụ đụng độ. Trong nhiều video khác nhau được đăng lên mạng, Hà đã chào đón nhóm kẻ tấn công mặc áo trắng, bắt tay và gọi bọn côn đồ bị nghi ngờ là "anh hùng", đưa cho chúng ngón tay cái và nói rằng "cảm ơn vì đã làm việc chăm chỉ". Ít nhất một trong những người đàn ông mặc đồ trắng bắt tay với Hà đã được chứng minh là đã ở trong nhà ga Nguyên Lãng trong các vụ đụng độ.
Hà sau đó giải thích rằng anh ta sống ở Nguyên Lãng và chỉ đi ngang qua sau bữa tối và đồng ý chào một trong những người ủng hộ anh ta yêu cầu chụp ảnh. Hà nói rằng anh ta không biết gì về vụ tấn công khi chào họ và cuộc họp diễn ra trước khi xảy ra vụ việc. Tuy nhiên, ông cũng bảo vệ đám đông tại một cuộc họp báo bằng cách nói rằng các sự cố là "phản ứng bình thường đối với những người biểu tình đã mang lại bạo lực cho cộng đồng hòa bình sau khi họ xông vào văn phòng liên lạc" và cũng ca ngợi họ vì "bảo vệ" nơi ở của họ.
Hội Luật gia, nơi Hà từng là chủ tịch, cho biết họ đã nhận được "khá nhiều khiếu nại" và "nghiêm túc xem xét" các biện pháp xử lý kỷ luật đối với Hà và "tiến hành đánh giá các khiếu nại liên quan, và sẽ chuyển vấn đề sang Luật sư Tòa án kỷ luật nếu cần thiết".

## Hậu quả
Nhiều cửa hàng trên đường phố và trong các trung tâm mua sắm đã bị đóng cửa ở Nguyên Lãng và các thị trấn lân cận Tuen Mun, Tin Shui Wai và Tsuen Wan vào ngày 22 tháng 7 năm 2019. Tin đồn lan truyền trên mạng cảnh báo rằng sẽ có nhiều vụ bạo lực hơn vào ngày đó. Nhiều công ty cho phép nhân viên sống ở các quận được nghỉ làm sớm ngày hôm đó. Một số trường học trong quận đã hủy bỏ các hoạt động buổi chiều. Các cơ sở giải trí và văn hóa tại Nguyên Lãng do chính phủ vận hành đã đóng cửa sớm vì những cân nhắc về an ninh công cộng.
Văn phòng của Hà Quân Nghiêu tại Tsuen Wan đã bị những người biểu tình phá hoại sau vụ đụng độ. Một vách ngăn kính đã bị vỡ, cũng như để lại một tờ giấy rằng "có một sự liên kết giữa các băng đảng bạo lực thực hiện vụ đụng độ ngày hôm trước và lực lượng cảnh sát". Người biểu tình cũng đăng các ghi chú chống chính phủ lên tường bên ngoài văn phòng của ông ở Tin Shui Wai  và Tuen Mun.
Một nhóm người vô danh cũng đã phá hoại ngôi mộ của cha mẹ anh ta ở Tuen Mun, những kẻ phá hoại cũng để lại graffiti với những từ như "thông đồng chính thức" và "Hội Tắm Hoàng" gần các ngôi mộ, làm dấy lên những tin đồn liên quan đến bối cảnh của những kẻ phá hoại.
Một cuộc họp báo được tổ chức vào ngày 24 tháng 7 bởi sáu người bị tấn công và đã quyết định tiếp tục với câu chuyện của họ. Một số người trong nhóm, bao gồm nhà lập pháp Lâm Trác Đình, tuyên bố họ có thể kháng cáo bồi thường thiệt hại tài chính tại tòa án pháp luật và bộ hồ sơ chống lại cảnh sát và tập đoàn MTR. Lâm cũng nói rằng đảng chính trị của ông sẽ hỗ trợ bất kỳ ai khác muốn buộc tội và tìm cách khắc phục.

### Biểu tình đòi lại Nguyên Lãng
Các cuộc biểu tình ban đầu được lên kế hoạch vào ngày 27 và 28 tháng 7 tại Hồng Khám - Thổ Qua Loan, Thương Quân Áo và Tây Hoàn đã được lên lịch lại hoặc hoãn lại để nhường chỗ cho một hành động đòi lại Nguyên Lãng vào ngày 27 tháng 7. Tuy nhiên, cảnh sát đã đưa ra thư phản đối, nói rằng cuộc tuần hành chống vụ đụng độ có thể 'tạo ra sự cản trở nghiêm trọng cho các con đường và gây nguy hiểm cho người diễu hành', sau khi nhận được áp lực từ các nhóm nông thôn. Người nộp đơn tuyên bố rằng sẽ đi bộ một mình dọc theo tuyến đường được đề xuất ban đầu và kêu gọi mọi người không đi theo anh ta. Bất chấp nguy cơ phạm tội, hàng chục ngàn người, tương đương 288.000 người nộp đơn diễu hành ban đầu ước tính, đã xuất hiện trong thị trấn. Nhiều người biểu tình đã diễu hành trên đường Thanh Sơn Công. Cảnh sát đã bắn hơi cay vào khu dân cư chủ yếu và vào buổi tối. Cảnh sát nhấn mạnh rằng việc bắn hơi cay không ảnh hưởng đến những người cao niên sống trong một ngôi nhà dành cho người già gần đó, mặc dù các bức ảnh cho thấy điều khác. Bắt đầu từ 5 giờ chiều, cảnh sát đã bắn những ống hơi cay vào những người biểu tình gần chợ Nguyên Lãng, trong khi những người biểu tình ném các vật thể khác trở lại. Trong khi MTR đã bố trí các đoàn tàu đặc biệt trong nhà ga Long Ping để giúp người biểu tình rời khỏi Nguyên Lãng, cảnh sát chống bạo động bắt đầu giải tán những người biểu tình với lực lượng mạnh hơn vào khoảng 7:30 tối bằng dùi cui và đạn cao su. Những người biểu tình chạy đến nhà ga Nguyên Lãng được theo sau bởi đội chiến thuật đặc biệt, và một cuộc đình công đã xảy ra bên trong nhà ga.
Trong cuộc biểu tình, một chiếc xe khách gần chợ Nguyên Lãng đã bị những người biểu tình phá hoại. Một số vũ khí đã được phát hiện trong xe trông giống như vũ khí được những người mặc áo trắng trong các cuộc tấn công ngày 21 tháng 7, cũng như một chiếc mũ trông giống như đồng phục của lực lượng thực thi pháp luật đại lục. Vào ngày 28 tháng 7, cảnh sát đã bắt giữ chủ xe vì tội tàng trữ vũ khí trái phép. Trực tuyến tin đồn danh tính của một tên cá nhân được tìm thấy trên một hóa đơn bên trong xe, được kết nối với Văn phòng Liên lạc, tuy nhiên, Văn phòng Liên lạc đã phủ nhận.

### Biểu tình ngồi tại Nguyên Lãng ngày 21 tháng 8
Hàng ngàn người biểu tình đã tổ chức một cuộc biểu tình ngồi để đòi công lý và tưởng nhớ các nạn nhân của các vụ đụng độ đã xảy ra đúng một tháng trước ngày 21 tháng 7.

## Phản ứng
Một số chính trị gia như Lương Kế Xương, Quảng Tuấn Vũ và các nhân vật khác đã lên án nó là một cuộc tấn công khủng bố.
Thời báo Kinh tế Hồng Kông đã so sánh vụ tấn công với hai vụ tấn công khủng bố ở Trung Quốc đại lục năm 2014, cho thấy vụ đụng độ Nguyên Lãng có thể đủ điều kiện là một cuộc tấn công khủng bố theo luật Đại lục. Tờ báo cũng so sánh cuộc tấn công với luật pháp Hoa Kỳ, đưa ra kết luận tương tự.
Các đảng từ cả hai phe của Hội đồng Lập pháp (LegCo), đã lên án bạo lực của vụ đụng độ. Các ủy viên hội đồng dân chủ đã ký một bản kiến nghị lên án sự bất cẩn của cảnh sát trong việc cho phép Hội Tâm Hoàng bị nghi ngờ trở thành người thi hành các quy tắc riêng của họ, trong khi DAB thân Bắc Kinh lên án vụ việc bạo lực và "yêu cầu cảnh sát theo dõi [vụ đụng độ] nghiêm túc".
Những người bị thương, cũng như các Ủy viên Hội đồng LegCo Lâm Đình Trác (người cũng bị thương trong vụ đụng độ), James Tien, và một số ủy viên hội đồng dân chủ  buộc tội đám đông là thành viên của các băng đảng Hội Tam Hoàng. Cảnh sát cũng tin rằng một số nghi phạm bị bắt vào ngày 22 tháng 7 là thành viên Hội Tam Hoàng.
Một số chính trị gia, như Zachary Wong, Ủy viên Hội đồng quận Nguyên Lãng, đã cáo buộc đám đông dưới sự ảnh hưởng của chính quyền trung ương Bắc Kinh, trích dẫn ý kiến của một quan chức Văn phòng Liên lạc trong một sự kiện nhậm chức của Ủy ban Nông thôn Shap Pat Heung trước đó. Sau vụ đụng độ, Reuters cũng tuyên bố rằng họ có bản ghi âm bài phát biểu của quan chức.
Các hiệp hội nhà báo đã lên án các cuộc tấn công vào các nhà báo là "một sự xâm phạm nghiêm trọng đến tự do báo chí".
Thạch Cảnh Tuyền, Phó Tổng biên tập Thời báo Kinh tế Hồng Kông và là một trong những giám đốc điều hành Tập đoàn thời báo kinh tế Hồng Kông, đã từ chức vào ngày 23 tháng 7 sau khi rút lại ý kiến cá nhân về việc khuyến khích sử dụng bạo lực chống hóa đơn người biểu tình; ông đã bày tỏ ý kiến trong một sự kiện hỗ trợ cảnh sát vào ngày 20 tháng 7, một ngày trước vụ đụng độ.
Có phản ứng dữ dội vào ngày 22 tháng 7 khi 30 người biểu tình tại đồn cảnh sát Nguyên Lãng lên án các vụ tấn công và phản ứng của cảnh sát bị trì hoãn, cáo buộc thông đồng giữa cảnh sát và Hội Tam Hoàng. Hàng trăm nhân viên xã hội sau đó đã tuần hành đến cùng một đồn cảnh sát để báo cáo về bạo lực, bàn giao bằng chứng hình sự và nộp đơn khiếu nại cảnh sát.
Vào ngày 2 tháng 8, đại diện của đảng Lao động đã tổ chức một cuộc biểu tình bên ngoài các văn phòng Chính phủ yêu cầu Junius Ho bị tước danh hiệu là Công lý Hòa bình. Cùng với một kiến nghị 20.000 chữ ký, Chủ tịch Đảng Lao động cho biết ông Hồ không thể giữ vị trí này khi ông kích động người khác sử dụng bạo lực.

### Phản ứng của chính phủ
Chính phủ đã lên án các vụ tấn công trong một tuyên bố được đưa ra sau nửa đêm theo giờ địa phương. Tuy nhiên, chính phủ đã từ chối phân loại vụ đụng độ là một cuộc bạo loạn.
Đặc khu trưởng Lâm Trịnh Nguyệt Nga đã tổ chức một phiên truyền thông tại 3 giờ chiều ngày 22 tháng 7 năm 2019, lần đầu tiên lên án những người biểu tình vì đã bao vây Văn phòng Liên lạc tại Thượng Hoàn vào đêm hôm trước. Khi giải quyết lý do tại sao cô ấy ưu tiên sự cố văn phòng liên lạc trước vụ đụng độ trong lời nhận xét của mình, Lâm nói: "Điều quan trọng là cuộc sống hàng ngày của công dân Hồng Kông được bảo vệ, nhưng tôi tin rằng tất cả công dân sẽ đồng ý rằng việc thực hiện thành công một quốc gia, hai chế độ là... thậm chí là điều quan trọng nhất."
Lâm đã không trực tiếp trả lời các câu hỏi của giới truyền thông về phản ứng bị trì hoãn của cảnh sát khí được kêu gọi giúp đỡ. Lâm cuối cùng đã lên án các cuộc tấn công có tổ chức vào người biểu tình và người ngoài cuộc, nói rằng "bạo lực sẽ chỉ sinh ra nhiều bạo lực hơn". Tuy nhiên, cựu nhà lập pháp James Tien đã đặt câu hỏi về sự chân thành của bà và hỏi liệu Hội Tam Hoàng hiện đang cai trị Hồng Kông. Trong bài đăng trên Facebook, anh kêu gọi Lâm từ chức vì những gì đã xảy ra ở Nguyên Lãng tối hôm đó. Ủy viên cảnh sát Lư Vĩ Thông cho biết ông cần theo dõi vụ việc và từ chối bình luận vào thời điểm này về phản ứng của cảnh sát đối với đám đông trong vụ việc này so với cách tiếp cận áp lực cao đối với người biểu tình trong các tình huống trước đó.
Vào ngày 26 tháng 7, Tổng thư ký hành chính Trương Kiến Tôn đã xin lỗi người dân và thừa nhận rằng phản ứng của sở cảnh sát không như mong đợi của công chúng. Khi được hỏi về yêu cầu cho một cuộc điều tra độc lập về hành vi sai trái của cảnh sát, Trương nói rằng vấn đề này sẽ được xử lý nội bộ. Ngay sau lời xin lỗi, hình ảnh của các tuyên bố được in kèm theo thẻ bảo đảm được lưu hành trực tuyến từ các nhân viên cảnh sát bất đồng chính kiến, đặt câu hỏi về việc cần phải xin lỗi và gọi Trương là "kẻ thù của cảnh sát". Hiệp hội Thanh tra Cảnh sát và Hiệp hội Viên chức Cảnh sát Thiếu niên bày tỏ "sự lên án nghiêm trọng nhất" về lời xin lỗi của ông.

### Quốc tế
- Vương quốc Anh - Andrew Murrison, Bộ trưởng Bộ Phát triển Quốc tế của Vương quốc Anh, đã lên án bạo lực trong một cuộc họp của Hạ nghị viện, nói rằng "Tôi đứng trước quyền của mọi người để phản đối hòa bình và hợp pháp" và "[Anh] sẽ tiếp tục để mắt đến điều này. " [102]
- Hoa Kỳ - Jim McGitas, thành viên của Hạ viện Hoa Kỳ và chủ tịch Ủy ban Điều hành Quốc hội về Trung Quốc, mô tả vụ tấn công là "bạo lực dàn xếp chống lại người biểu tình ôn hòa" và kêu gọi chính quyền Hồng Kông bảo vệ quyền tự do biểu tình.[103]
- Nhật Bản - Tổng lãnh sự quán Nhật Bản tại Hồng Kông đã đưa ra cảnh báo mới cho người nước ngoài của họ ở Hồng Kông[104] liên quan đến tin đồn về các cuộc tấn công tiếp theo ở Tân Giới.[105]